# Dacia Szálloda
A Dacia Szálloda (egykori nevén Pannónia Szálló) a Partium egyik legfontosabb és legismertebb szecessziós épülete, Szatmárnémeti régi főterén. Sokan a város jelképének tartják. A 2010. évi román műemléki listán  :Nr. crt.:132 ; cod LMI :SM-II-m-A-05221 számmal szerepel.

## Története
1897-ben a városi elöljárók körében olyan ötlet vetődött fel, hogy szállót és vigadót kellene építeni Szatmárnémeti főterén. A terv legnagyobb támogatója az akkori polgármester, Hermán Mihály volt. Úgy vélte, hogy az új épületeknek köszönhetően a város fejlődni fog. 1897-ben pályázatot hirdettek az új szálló megtervezésére, amiben a legfontosabb kitétel az volt, hogy az épület magyaros jelleggel bírjon. A 11 beküldött pályamű közül végül Bálint Zoltán és Jámbor Ferenc alkotása került ki nyertesként. Ez az építészpáros több magyar jellegű épületet is tervezett már akkora, mint például a nagybányai István-király Szálloda és Vigadó, valamint a debreceni Vármegyeháza.
1900-ban a Műemlékek Országos Bizottsága úgy döntött, hogy a régi törvényszéki épület nem képez kiemelkedő emléket, így lebontatták azt, és a helyén 1901-ben megkezdték az új szálló alapjainak kiásását. 1901. május 11-én elhelyezték az alapkövet. 1902 májusában már a belső munkákat végezték, és a tulajdonképpeni építkezés befejeződött.
1995-ben privatizálták és az akkori alkalmazottak tulajdonába került. 2007-ben Vasile Tantas román üzletemberé lett. 2015 áprilisában betörték az egyik nagy ablakát. Az ismeretlen tettes ellen a tulajdonos feljelentést tett.
2018 júniusában egy magyar állami cég, a Manevi Zrt. vásárolta meg. A magyar állam fel szeretné újítani.

## Leírása
A szecesszió a századforduló táján hódította meg Európát, ezt tükrözi az épület főhomlokzata is, amit vízszintesen három részre tagol két párkány. A részek látványosan elkülönülnek egymástól.
Az alsó szintet a földszint alkotja, a hatalmas, fából készült főbejárattal. A középső rész az első és a második emeletet fogja össze. Az utolsó egységet, a koronázópárkány fölötti részt a tört vonalú oromfal alkotja, aminek a központi részét egy toronnyal emelték ki. Az oromfal közepén egy virág formájú ablak látható, valamint elhelyezték rajta a város címerét is. Zsolnay mázas kerámia díszítőelemek uralják a homlokzatot. A tető szintén mázas kerámiaburkolatot kapott, jellegzetes színét a világos és sötétkék lapok váltakozása adja. Az épület függőlegesen kilenc tengelyre osztható.
Belül volt található az étterem, kávézó, bálterem, konyha raktárakkal, cukrászda, ruhatár, előadóterem, művészszobák. Az épület három belső terét gazdagon dekorálták. A legnagyobb ezek közül az egykori előadóterem (amit páholysor vesz körül), a mostani Dinu Lipatti Filharmónia. A másik, gazdagon díszített terem az egykori étterem. A harmadik pedig a régi kávéház, amit később a szálloda recepciójára és üzlethelyiségére osztottak fel. A kupolát gazdag virágmintájú, festett elemek díszítik. A terem 320 férőhelyes, híresen jó az akusztikája. Az oszlopos előcsarnokból két lépcső vezet a félemeletre.

### Napjainkban
Szatmárnémeti egyik legszebb, legismertebb épülete immár évek óva magányos harcot vív az enyészettel, az épület kívül-belül katasztrofális állapotban van: levert domborművek, omladozó vakolat, átázott falak, teljesen tönkrement tetőszerkezet, por és víztócsa a lábak alatt.  

## Elismerések a történelem folyamán
- Makettje az 1903-as bécsi építészeti világkiállításon második díjat nyert.
- A 20. században rengeteg képeslapon, bélyegen megjelent.

## Galéria

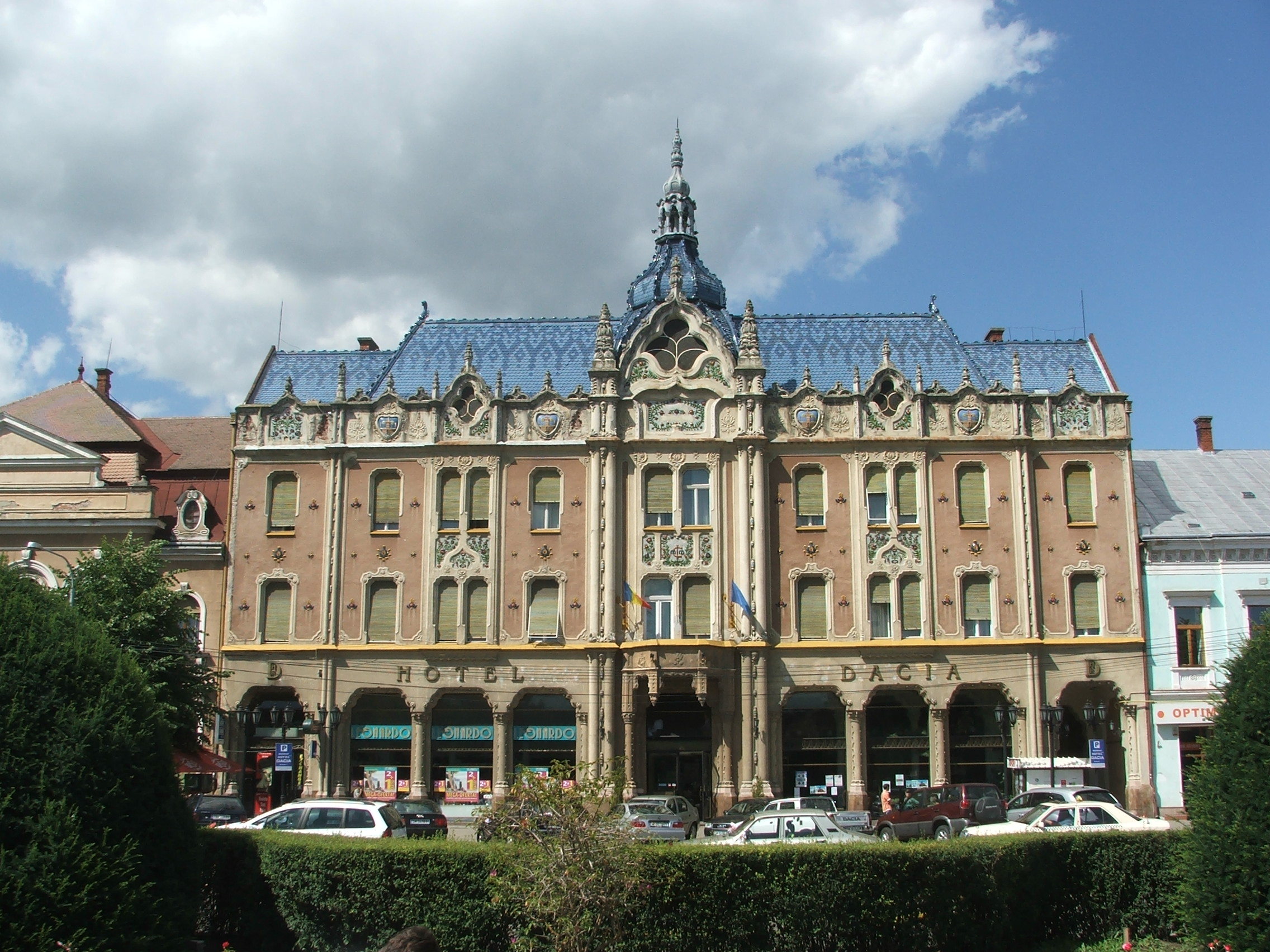
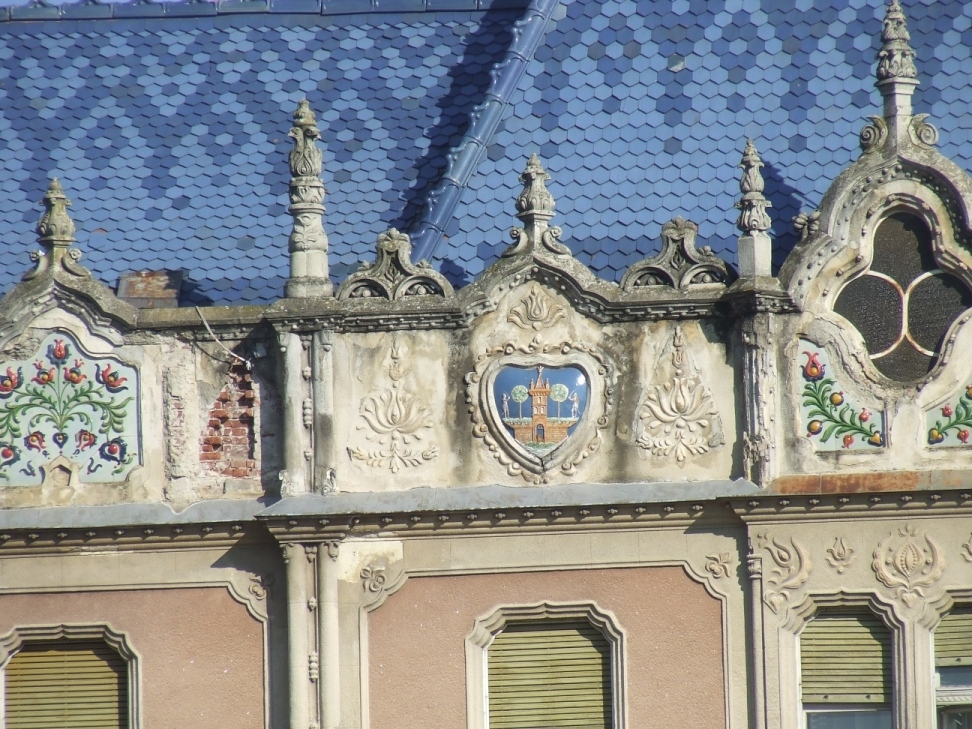
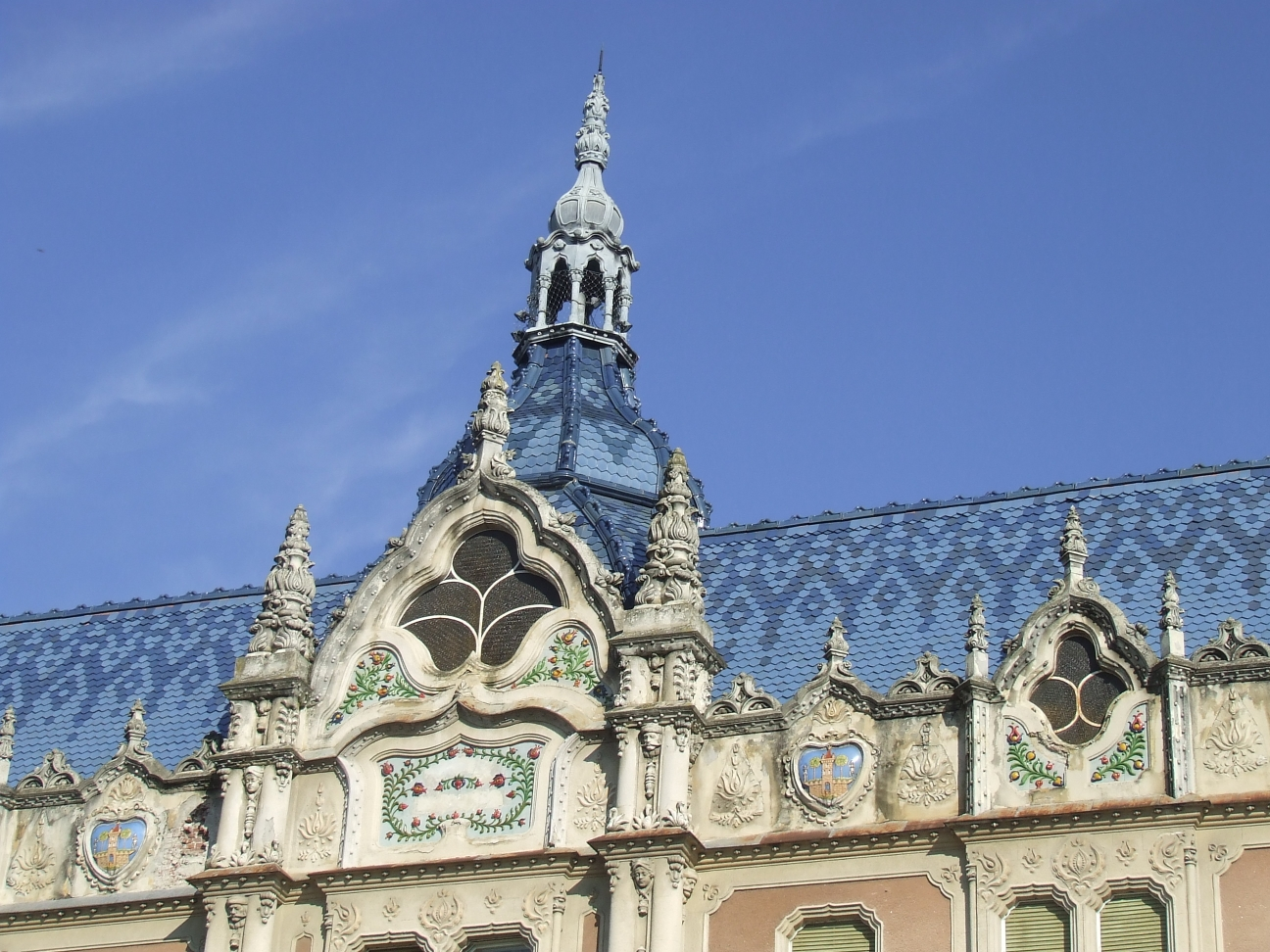
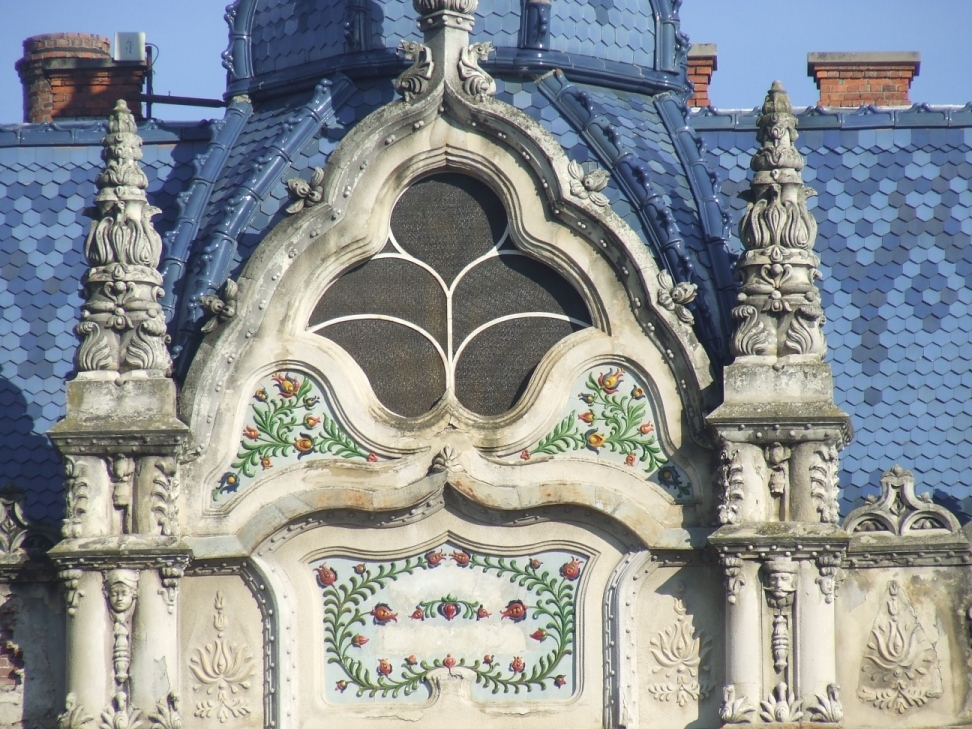
Virág alakú ablak és magyaros minták